# Warren Anderson
Warren Anderson (ur. 1 września 1983 r. w San Louis Obisbo) – amerykański wioślarz.

## Osiągnięcia
- Mistrzostwa Świata – Poznań 2009 – jedynka – 12. miejsce[1].